# Adolph Windecker
Adolph Windecker (auch: Adolf, Dvorak nennt als Vornamen Adolf Johann Georg) (* 13. November 1857 in Friedberg; † 6. März 1939 ebenda) war ein hessischer Rechtsanwalt und Politiker (Deutsche Volkspartei (Deutsches Kaiserreich)) und Abgeordneter der 2. Kammer der Landstände des Großherzogtums Hessen.
Adolph Windecker war der Sohn des Kaufmanns Johann Anton Windecker (1816–1873) und dessen Ehefrau Susanne Margarethe, geborene Hartmann (1828–1905). Windecker, der evangelischen Glaubens war, heiratete am 24. März 1888 Klara Mathilde geborene Müller (1868–1952).
Windecker studierte nach dem Besuch des Friedberger Gymnasiums ab 1875 Rechtswissenschaften an der Universität Gießen. Dort wurde er 1877 Mitglied der Burschenschaft Alemannia Gießen. 1882 erhielt er die Rechtsanwaltszulassung am Landgericht Darmstadt und 1899 am Landgericht Gießen. 1904 wurde er Justizrat, später Geheimer Justizrat.
Von 1904 bis 1905 gehörte er der Zweiten Kammer der Landstände an. Er wurde für den Wahlbezirk Oberhessen 2/Nauheim gewählt. 1909–1933 war er Abgeordneter im Kreistag, ab 1913 auch Beigeordneter der Stadt Friedberg, ebenso Stadtrat. 1927 wurde er zum Ehrenbürger von Friedberg.